# Loch Beannacharan
Loch Beannacharan är en sjö i Storbritannien.   Den ligger i kommunen Highland och riksdelen Skottland, i den norra delen av landet, 700 km norr om huvudstaden London. Loch Beannacharan ligger 317 meter över havet.  Omgivningarna runt Loch Beannacharan är i huvudsak ett öppet busklandskap.